# The Adventures of Ichabod and Mr. Toad
The Adventures of Ichabod and Mr. Toad este un film de animație din 1949, produs de Walt Disney Feature Animation și lansat inițial de către Walt Disney Pictures.